# بلینسکیی (شهر)
شهر بلینسکی (به روسی: Белинский) در کشور روسیه و در اوبلاست پنزا واقع شده‌است.